# Enes Batur Sungurtekin
 (décembre 2024).
Si vous disposez d'ouvrages ou d'articles de référence ou si vous connaissez des sites web de qualité traitant du thème abordé ici, merci de compléter l'article en donnant les références utiles à sa vérifiabilité et en les liant à la section « Notes et références ».
 (novembre 2024).
Enes Batur Sungurtekin, ou simplement connu sous le nom d'Enes Batur (né le 9 avril 1998 à Ankara), est un YouTuber, acteur et chanteur turc. Depuis avril 2023, il est propriétaire de la chaîne YouTube individuelle avec le plus d'abonnés en Turquie. Il réalise des vidéos de divertissement, de journaux vidéo et de défis.

## Sa vie et sa carrière
En avril et mai 2020, diverses informations ont été publiées selon lesquelles la chaîne nommée Toy Avı a dépassé Sungurtekin en gagnant plus de 8 millions d'abonnés en une journée, selon les données de Social Blade, et est devenue la chaîne YouTube individuelle avec le plus d'abonnés en Turquie. Cependant, Social Blade n'a pas classé Sungurtekin n'a pas changé et a classé la chaîne nommée Toy Avı comme originaire des États-Unis le 3 avril 2023. Selon les données de SocialBlade, la chaîne nommée Toy Avı est désormais 15,2. Elle compte plusieurs millions d'abonnés, Sungurtekin compte 15,9 millions d'abonnés et la chaîne nommée Toy Avı est classée comme Türkiye Origin.